# Patricia Kraus
Patricia Kraus (* 1965 in Mailand) ist eine spanische Sängerin.

## Leben und Wirken
Sie kam in Mailand zur Welt, da ihr Vater, der spanische Tenor Alfredo Kraus, dort ein längeres Engagement hatte. Sie wurde 1987 beauftragt, Spanien beim Concours Eurovision de la Chanson in Brüssel zu vertreten. Sie erreichte mit ihrem Titel No estás solo jedoch nur den 19. von 22 Plätzen. Kurz nach dem Contest erschien ihr Debütalbum. 1999 gründete sie zusammen mit Juan Belda und Juan Gómez Acelo die Groove-Jazz-Gruppe Waxbeat, mit der sie zwei CDs veröffentlichte.

## Diskografie
Alben
- 1987: Patricia Kraus
- 1989: De animales y selva
- 1991: El eco de tu voz
- 1996: Bateria y Voz en dos Movimientos (mit Daniel Assante)
- 1998: Atlanterra (mit Daniel Assante)
- 1998: I Amm
- 2000: Lava's Lamp (mit Waxbeat)
- 2003: Go Outside and Play (mit Waxbeat)
- 2007: Alma